# Lotus 94T
Der Lotus 94T war ein Formel-1-Rennwagen des britischen Rennstalls Lotus, der in der Formel-1-Saison 1983 eingesetzt wurde.

## Technische Daten
Nach dem schlechten Abschneiden des Lotus 93T in den ersten Rennen der Formel-1-Saison 1983 suchte Teamchef Peter Warr einen neuen Chefkonstrukteur und engagierte Gérard Ducarouge, der nach internen Streitigkeiten mit Paolo Pavanello den Rennstall von Euroracing verlassen hatte. Ducarouge entwarf daraufhin auf Basis des Lotus 91 einen neuen Rennwagen unter der Bezeichnung Lotus 94T, der allerdings von Anfang an nur als Zwischenlösung gedacht war. Daher hielten sich die Neuerungen in Grenzen. Größere Anpassungen gab es lediglich beim Motorraum. Darüber hinaus musste der Treibstofftank wegen des höheren Treibstoffverbrauchs der Turbomotoren vergrößert werden. Auch die Spur wurde breiter. Sie betrug am Lotus 94T vorn 1800 mm und hinten 1730 mm. Alle Räder waren einzeln an Doppelquerlenkern aufgehängt.
Angetrieben wurde der Lotus 94T von einem wassergekühlten 6-Zylinder-Renault-Turbomotor des Typs EV1 mit einem Hubraum von 1492 cm³. Bei einer Drehzahl von etwa 11.000/min entwickelte er mit auf 3 bar begrenztem Ladedruck eine Leistung von rund 640 PS (470 kW). Die Motorelektronik stammte von Magneti Marelli und das Einspritzsystem von Bosch. Das manuell geschaltete Lotus-Hewland-Getriebe hatte fünf Vorwärtsgänge und einen Rückwärtsgang.

## Sponsor
Hauptsponsor war der Tabak-Konzern R. J. Reynolds mit der Zigarettenmarke John Player Special, weshalb das Fahrzeug in Schwarz mit goldenen Applikationen gehalten war.

## Saisonverlauf
Anders als der Lotus 93T erwies sich der Lotus 94T als durchaus konkurrenzfähig. Sein Renndebüt gab der Rennwagen beim Großen Preis von Großbritannien und wurde mit Nigel Mansell Vierter. Elio de Angelis fuhr beim Großen Preis von Europa mit diesem Wagentyp die einzige Pole-Position für Lotus in diesem Jahr heraus und Nigel Mansell erreichte mit einem dritten Platz seine beste Saisonplatzierung. Elf der insgesamt zwölf Weltmeisterschaftspunkte wurden auf einem Lotus 94T eingefahren, was für das Team Rang acht in der Konstrukteurswertung bedeutete.
| Fahrer               | Nr.                  | 1 | 2 | 3 | 4 | 5 | 6 | 7 | 8 | 9   | 10  | 11  | 12  | 13 | 14  | 15  | Punkte | Rang |
| -------------------- | -------------------- | - | - | - | - | - | - | - | - | --- | --- | --- | --- | -- | --- | --- | ------ | ---- |
| Formel-1-Saison 1983 | Formel-1-Saison 1983 |   |   |   |   |   |   |   |   |     |     |     |     |    |     |     | (11)   | (8.) |
| E. de Angelis        | 11                   |   |   |   |   |   |   |   |   | DNF | DNF | DNF | DNF | 5  | DNF | DNF | (11)   | (8.) |
| N. Mansell           | 12                   |   |   |   |   |   |   |   |   | 4   |     | 5   | DNF | 8  | 3   | NC  | (11)   | (8.) |

| Legende  | Legende            | Legende                                                          |
| Farbe    | Abkürzung          | Bedeutung                                                        |
| -------- | ------------------ | ---------------------------------------------------------------- |
| Gold     | –                  | Sieg                                                             |
| Silber   | –                  | 2. Platz                                                         |
| Bronze   | –                  | 3. Platz                                                         |
| Grün     | –                  | Platzierung in den Punkten                                       |
| Blau     | –                  | Klassifiziert außerhalb der Punkteränge                          |
| Violett  | DNF                | Rennen nicht beendet (did not finish)                            |
| Violett  | NC                 | nicht klassifiziert (not classified)                             |
| Rot      | DNQ                | nicht qualifiziert (did not qualify)                             |
| Rot      | DNPQ               | in Vorqualifikation gescheitert (did not pre-qualify)            |
| Schwarz  | DSQ                | disqualifiziert (disqualified)                                   |
| Weiß     | DNS                | nicht am Start (did not start)                                   |
| Weiß     | WD                 | zurückgezogen (withdrawn)                                        |
| Hellblau | PO                 | nur am Training teilgenommen (practiced only)                    |
| Hellblau | TD                 | Freitags-Testfahrer (test driver)                                |
| ohne     | DNP                | nicht am Training teilgenommen (did not practice)                |
| ohne     | INJ                | verletzt oder krank (injured)                                    |
| ohne     | EX                 | ausgeschlossen (excluded)                                        |
| ohne     | DNA                | nicht erschienen (did not arrive)                                |
| ohne     | C                  | Rennen abgesagt (cancelled)                                      |
| ohne     | keine WM-Teilnahme |                                                                  |
| sonstige | P/fett             | Pole-Position                                                    |
| sonstige | 1/2/3/4/5/6/7/8    | Punktplatzierung im Sprint-/Qualifikationsrennen                 |
| sonstige | SR/kursiv          | Schnellste Rennrunde                                             |
| sonstige | *                  | nicht im Ziel, aufgrund der zurückgelegten Distanz aber gewertet |
| sonstige | ()                 | Streichresultate                                                 |
| sonstige | unterstrichen      | Führender in der Gesamtwertung                                   |